# Olympische Sommerspiele 2016/Basketball
Bei den XXXI. Olympischen Spielen 2016 in Rio de Janeiro wurden zwei Wettbewerbe im Basketball ausgetragen. Am Turnier der Herren und der Damen nahmen je zwölf Mannschaften teil. Nationen, die sich für mindestens eines dieser Turniere qualifiziert hatten, waren berechtigt, für dieses Turnier eine Auswahl von bis zu zwölf Spielern bzw. Spielerinnen zu nominieren.
Als Gesamtteilnehmerzahl nahmen daher 288 Personen bei diesem Wettbewerb als Aktive teil, 144 Männer und 144 Frauen. Die Gruppenspiele der Damen wurden in der Arena da Juventude ausgetragen, alle weiteren Spiele der beiden Turniere wurden in der Arena Carioca 1 im Parque Olímpico im Stadtteil Barra da Tijuca ausgetragen. Die einzelne Spiele wurden im zeitlichen Rahmen zwischen dem 6. und dem 21. August ausgetragen. Die Nationen mussten sich mit ihren Auswahlteams über Wettbewerbe der FIBA und ihrer Kontinentalverbände qualifizieren. Auswahlen aus offiziell deutschsprachigen Ländern konnten sich nicht für das Turnier qualifizieren, einzig die beiden Schiedsrichter Robert Lottermoser und Anne Panther aus Deutschland waren als Vertreter eines deutschsprachigen Landes auch auf dem Spielfeld beteiligt.

## Modus
Das olympische Basketballturnier begann jeweils mit Gruppenspielen als einfaches Rundenturnier in zwei Gruppen zu je sechs Auswahlmannschaften. Während die beiden Gruppenletzten und -vorletzten anschließend aus dem Turnier ausschieden, spielten die vier Gruppenbesten ab dem Viertelfinale im K.-o.-System weiter. Die Finalrundenspiele wurden im Überkreuz-System ausgetragen, so dass der Erste einer Gruppe gegen den Vierten der anderen Gruppe und der Zweite gegen den Dritten der anderen Gruppe im Viertelfinale spielte.
Anschließend wurde so weitergespielt, dass die Gruppenersten, sofern sie ihre Spiele gewannen, frühestens im Finale aufeinandertrafen. Die Viertelfinalverlierer sind aus dem Turnier ausgeschieden, während die Halbfinalverlierer im Spiel um den dritten Platz die Gewinner der Bronzemedaillen ausspielten.

## Herren
Am 11. März 2016 wurde in den Räumlichkeiten des Weltverbands FIBA in Mies die Auslosung der Gruppen vorgenommen und der Turnierplan vorgestellt. Die Turniersieger der Qualifikationsturniere wurden am Ende des Turniers in Manila per Auslosung auf die drei Platzhalter verteilt.

### Übersicht
| - Brasilien – Gastgeber - Australien – Oceania 2015 - Venezuela – Americas 2015 - Spanien – EuroBasket 2015 - VR China – AsiaBasket 2015 - Serbien – Qualifikationsturnier | - Vereinigte Staaten – WM 2014 - Nigeria – AfroBasket 2015 - Argentinien – Americas 2015 - Litauen – EuroBasket 2015 - Frankreich – Qualifikationsturnier - Kroatien – Qualifikationsturnier |

### Olympischer Wettbewerb

#### Gruppenphase
Gruppe A
| Platz | Team               | Spiele | Siege | Ndlg. | Körbe   | Diff. | Punkte |
| ----- | ------------------ | ------ | ----- | ----- | ------- | ----- | ------ |
| 1.    | Vereinigte Staaten | 5      | 5     | 0     | 524:407 | +117  | 10     |
| 2.    | Australien         | 5      | 4     | 1     | 444:368 | +076  | 09     |
| 3.    | Frankreich         | 5      | 3     | 2     | 423:378 | +045  | 08     |
| 4.    | Serbien            | 5      | 2     | 3     | 426:387 | +039  | 07     |
| 5.    | Venezuela          | 5      | 1     | 4     | 315:444 | −129  | 06     |
| 6.    | VR China           | 5      | 0     | 5     | 318:466 | −148  | 05     |

| Rd. | Datum      | Ortszeit | Begegnung          | Begegnung          | Q1    | Q2    | Q3    | Q4    | Verl. | Erg.     |
| --- | ---------- | -------- | ------------------ | ------------------ | ----- | ----- | ----- | ----- | ----- | -------- |
| 1   | 6. August  | 14:15    | Australien         | Frankreich         | 20:14 | 16:19 | 25:15 | 26:18 | –     | 087:066  |
| 1   | 6. August  | 19:00    | VR China           | Vereinigte Staaten | 10:30 | 20:29 | 17:32 | 15:28 | –     | 062:0119 |
| 1   | 6. August  | 22:30    | Venezuela          | Serbien            | 14:18 | 09:26 | 18:24 | 21:18 | –     | 062:086  |
| 2   | 8. August  | 14:15    | Serbien            | Australien         | 23:26 | 20:14 | 20:22 | 17:33 | –     | 080:095  |
| 2   | 8. August  | 19:00    | Vereinigte Staaten | Venezuela          | 18:18 | 30:08 | 27:25 | 38:18 | –     | 113:069  |
| 2   | 8. August  | 22:30    | Frankreich         | VR China           | 19:14 | 23:09 | 22:22 | 24:15 | –     | 088:060  |
| 3   | 10. August | 14:15    | Serbien            | Frankreich         | 17:26 | 19:14 | 24:17 | 15:19 | –     | 075:076  |
| 3   | 10. August | 19:00    | Australien         | Vereinigte Staaten | 29:29 | 25:20 | 13:21 | 21:28 | –     | 088:098  |
| 3   | 10. August | 22:30    | Venezuela          | VR China           | 25:13 | 13:22 | 13:15 | 21:18 | –     | 072:068  |
| 4   | 12. August | 14:15    | VR China           | Australien         | 14:17 | 20:27 | 16:21 | 18:28 | –     | 068:093  |
| 4   | 12. August | 19:00    | Vereinigte Staaten | Serbien            | 27:15 | 23:26 | 22:21 | 22:29 | –     | 094:091  |
| 4   | 12. August | 22:30    | Frankreich         | Venezuela          | 23:18 | 19:12 | 24:17 | 30:09 | –     | 096:056  |
| 5   | 14. August | 14:15    | Vereinigte Staaten | Frankreich         | 30:24 | 25:22 | 26:23 | 19:28 | –     | 100:097  |
| 5   | 14. August | 19:00    | Australien         | Venezuela          | 16:06 | 16:19 | 21:18 | 28:13 | –     | 081:056  |
| 5   | 14. August | 22:30    | Serbien            | VR China           | 24:18 | 19:10 | 35:15 | 16:17 | –     | 094:060  |

Gruppe B
| Platz | Team        | Spiele | Siege | Ndlg. | Körbe   | Diff. | Punkte |
| ----- | ----------- | ------ | ----- | ----- | ------- | ----- | ------ |
| 1.    | Kroatien    | 5      | 3     | 2     | 400:407 | −07   | 8      |
| 2.    | Spanien     | 5      | 3     | 2     | 432:357 | +75   | 8      |
| 3.    | Litauen     | 5      | 3     | 2     | 392:428 | −36   | 8      |
| 4.    | Argentinien | 5      | 3     | 2     | 441:428 | +13   | 8      |
| 5.    | Brasilien   | 5      | 2     | 3     | 411:407 | +04   | 7      |
| 6.    | Nigeria     | 5      | 1     | 4     | 392:441 | −49   | 6      |

| Rd. | Datum      | Ortszeit | Begegnung   | Begegnung   | Q1    | Q2    | Q3    | Q4    | Verl. | Erg.     |
| --- | ---------- | -------- | ----------- | ----------- | ----- | ----- | ----- | ----- | ----- | -------- |
| 1   | 7. August  | 14:15    | Brasilien   | Litauen     | 17:27 | 12:31 | 23:12 | 24:12 | –     | 076:082  |
| 1   | 7. August  | 19:00    | Kroatien    | Spanien     | 13:21 | 19:17 | 15:16 | 25:16 | –     | 072:070  |
| 1   | 7. August  | 22:30    | Nigeria     | Argentinien | 15:22 | 16:28 | 19:22 | 16:22 | –     | 066:094  |
| 2   | 9. August  | 14:15    | Spanien     | Brasilien   | 13:18 | 18:16 | 14:19 | 20:13 | –     | 065:066  |
| 2   | 9. August  | 19:00    | Litauen     | Nigeria     | 13:16 | 23:25 | 29:13 | 22:26 | –     | 089:080  |
| 2   | 9. August  | 22:30    | Argentinien | Kroatien    | 22:22 | 24:18 | 27:14 | 17:28 | –     | 090:082  |
| 3   | 11. August | 14:15    | Brasilien   | Kroatien    | 17:19 | 14:22 | 19:18 | 26:21 | –     | 076:080  |
| 3   | 11. August | 19:00    | Nigeria     | Spanien     | 11:25 | 30:18 | 25:22 | 21:31 | –     | 087:096  |
| 3   | 11. August | 22:30    | Litauen     | Argentinien | 16:15 | 14:12 | 27:22 | 24:24 | –     | 081:073  |
| 4   | 13. August | 14:15    | Argentinien | Brasilien   | 28:19 | 16:33 | 23:20 | 18:13 | 26:22 | 111:0107 |
| 4   | 13. August | 19:00    | Spanien     | Litauen     | 26:11 | 22:18 | 36:16 | 25:14 | –     | 109:059  |
| 4   | 13. August | 22:30    | Kroatien    | Nigeria     | 28:21 | 11:22 | 17:27 | 20:20 | –     | 076:090  |
| 5   | 15. August | 14:15    | Nigeria     | Brasilien   | 16:15 | 15:27 | 21:17 | 17:27 | –     | 069:086  |
| 5   | 15. August | 19:00    | Spanien     | Argentinien | 25:15 | 23:20 | 23:22 | 21:16 | –     | 092:073  |
| 5   | 15. August | 22:30    | Litauen     | Kroatien    | 21:13 | 20:34 | 14:28 | 26:15 | –     | 081:090  |

#### Finalrunde
|  | Viertelfinale      | Viertelfinale      |            |                    | Halbfinale       | Halbfinale |  |  | Finale     | Finale     |
|  |                    |                    |            |                    |                  |            |  |  |            |            |
|  | 17. August         |                    |            |                    |                  |            |  |  |            |            |
|  | Australien         | 90                 |            |                    |                  |            |  |  |            |            |
|  | Australien         | 90                 | 19. August |                    |                  |            |  |  |            |            |
|  | Litauen            | 64                 |            |                    |                  |            |  |  |            |            |
|  | Litauen            | 64                 | Australien | 61                 |                  |            |  |  |            |            |
|  |                    |                    | Australien | 61                 |                  |            |  |  |            |            |
|  |                    | Serbien            | 87         |                    |                  |            |  |  |            |            |
|  | Kroatien           | Serbien            | 87         | 83                 |                  |            |  |  |            |            |
|  | Kroatien           |                    |            | 83                 |                  |            |  |  |            |            |
|  | Serbien            | 86                 |            | 21. August         | 21. August       |            |  |  |            |            |
|  | 17. August         | 17. August         | Serbien    | 66                 |                  |            |  |  |            |            |
|  | 17. August         | 17. August         |            | Vereinigte Staaten | 96               |            |  |  |            |            |
|  | Spanien            | 92                 |            |                    |                  |            |  |  |            |            |
|  | Frankreich         | 67                 |            |                    |                  |            |  |  |            |            |
|  | Frankreich         | 67                 | Spanien    | 76                 |                  |            |  |  |            |            |
|  |                    |                    | Spanien    | 76                 | Spiel um Platz 3 |            |  |  |            |            |
|  |                    | Vereinigte Staaten | 82         |                    |                  |            |  |  |            |            |
|  | Vereinigte Staaten | Vereinigte Staaten | 82         | 105                | Australien       | 88         |  |  |            |            |
|  | Vereinigte Staaten | 19. August         |            | 105                | Australien       | 88         |  |  |            |            |
|  | Argentinien        | 78                 |            | Spanien            | 89               |            |  |  |            |            |
|  | Argentinien        | 78                 |            |                    | 89               |            |  |  |            |            |
|  | 17. August         | 17. August         |            |                    |                  |            |  |  | 21. August | 21. August |

Viertelfinale
| 17. August 2016 11:00 Uhr | fiba.com | Australien 90, Litauen 64                                                         | Australien 90, Litauen 64 | Australien 90, Litauen 64 | Carioca Arena |
| 17. August 2016 11:00 Uhr | fiba.com | Punkte pro Viertel: 26:17, 22:13, 22:13, 20:21 Punkte pro Halbzeit: 48:30, 42:34. |                           |                           | Carioca Arena |
| 17. August 2016 11:00 Uhr | fiba.com |                                                                                   |                           |                           | Carioca Arena |
| 17. August 2016 11:00 Uhr | fiba.com |                                                                                   |                           |                           | Carioca Arena |

| 17. August 2016 14:30 Uhr | fiba.com | Spanien 92, Frankreich 67                                                         | Spanien 92, Frankreich 67 | Spanien 92, Frankreich 67 | Carioca Arena |
| 17. August 2016 14:30 Uhr | fiba.com | Punkte pro Viertel: 19:16, 24:14, 26:19, 23:18 Punkte pro Halbzeit: 43:30, 49:37. |                           |                           | Carioca Arena |
| 17. August 2016 14:30 Uhr | fiba.com |                                                                                   |                           |                           | Carioca Arena |
| 17. August 2016 14:30 Uhr | fiba.com |                                                                                   |                           |                           | Carioca Arena |

| 17. August 2016 18:45 Uhr | fiba.com | Vereinigte Staaten 105, Argentinien 78                                            | Vereinigte Staaten 105, Argentinien 78 | Vereinigte Staaten 105, Argentinien 78 | Carioca Arena |
| 17. August 2016 18:45 Uhr | fiba.com | Punkte pro Viertel: 25:21, 31:19, 31:21, 18:17 Punkte pro Halbzeit: 56:40, 49:38. |                                        |                                        | Carioca Arena |
| 17. August 2016 18:45 Uhr | fiba.com |                                                                                   |                                        |                                        | Carioca Arena |
| 17. August 2016 18:45 Uhr | fiba.com |                                                                                   |                                        |                                        | Carioca Arena |

| 17. August 2016 22:15 Uhr | fiba.com | Kroatien 83, Serbien 86                                                           | Kroatien 83, Serbien 86 | Kroatien 83, Serbien 86 | Carioca Arena |
| 17. August 2016 22:15 Uhr | fiba.com | Punkte pro Viertel: 19:20, 19:12, 14:34, 31:20 Punkte pro Halbzeit: 38:32, 45:54. |                         |                         | Carioca Arena |
| 17. August 2016 22:15 Uhr | fiba.com |                                                                                   |                         |                         | Carioca Arena |
| 17. August 2016 22:15 Uhr | fiba.com |                                                                                   |                         |                         | Carioca Arena |

Halbfinale
| 19. August 2016 15:30 Uhr | fiba.com | Spanien 76, Vereinigte Staaten 82                                                 | Spanien 76, Vereinigte Staaten 82 | Spanien 76, Vereinigte Staaten 82 | Carioca Arena |
| 19. August 2016 15:30 Uhr | fiba.com | Punkte pro Viertel: 17:26, 22:19, 18:21, 19:16 Punkte pro Halbzeit: 39:45, 37:37. |                                   |                                   | Carioca Arena |
| 19. August 2016 15:30 Uhr | fiba.com |                                                                                   |                                   |                                   | Carioca Arena |
| 19. August 2016 15:30 Uhr | fiba.com |                                                                                   |                                   |                                   | Carioca Arena |

| 19. August 2016 19:00 Uhr | fiba.com | Australien 61, Serbien 87                                                       | Australien 61, Serbien 87 | Australien 61, Serbien 87 | Carioca Arena |
| 19. August 2016 19:00 Uhr | fiba.com | Punkte pro Viertel: 5:16, 9:19, 24:31, 23:21 Punkte pro Halbzeit: 14:35, 47:52. |                           |                           | Carioca Arena |
| 19. August 2016 19:00 Uhr | fiba.com |                                                                                 |                           |                           | Carioca Arena |
| 19. August 2016 19:00 Uhr | fiba.com |                                                                                 |                           |                           | Carioca Arena |

Spiel um Platz 3
| 21. August 2016 11:30 Uhr | fiba.com | Australien 88, Spanien 89                                                         | Australien 88, Spanien 89 | Australien 88, Spanien 89 | Carioca Arena |
| 21. August 2016 11:30 Uhr | fiba.com | Punkte pro Viertel: 17:23, 21:17, 26:27, 24:22 Punkte pro Halbzeit: 38:40, 50:49. |                           |                           | Carioca Arena |
| 21. August 2016 11:30 Uhr | fiba.com |                                                                                   |                           |                           | Carioca Arena |
| 21. August 2016 11:30 Uhr | fiba.com |                                                                                   |                           |                           | Carioca Arena |

Finale
| 21. August 2016 15:45 Uhr | fiba.com | Serbien 66, Vereinigte Staaten 96                                                 | Serbien 66, Vereinigte Staaten 96 | Serbien 66, Vereinigte Staaten 96 | Carioca Arena |
| 21. August 2016 15:45 Uhr | fiba.com | Punkte pro Viertel: 15:19, 14:33, 14:27, 23:17 Punkte pro Halbzeit: 29:52, 37:44. |                                   |                                   | Carioca Arena |
| 21. August 2016 15:45 Uhr | fiba.com |                                                                                   |                                   |                                   | Carioca Arena |
| 21. August 2016 15:45 Uhr | fiba.com |                                                                                   |                                   |                                   | Carioca Arena |

### Medaillengewinner
Olympiasieger
| Spieler | Spieler          | Spieler           | Spieler | Spieler | Spieler  | Spieler               |
| Nr.     | Name             | Geburt            | Größe   | Info    | Einsätze | Verein                |
| ------- | ---------------- | ----------------- | ------- | ------- | -------- | --------------------- |
|         |                  | Guards (PG, SG)   |         |         |          |                       |
| 7       | Kyle Lowry       | 25.03.1986        | 183     |         |          | Toronto Raptors       |
| 9       | DeMar DeRozan    | 07.08.1989        | 201     |         |          | Toronto Raptors       |
| 10      | Kyrie Irving     | 23.03.1992        | 190     |         |          | Cleveland Cavaliers   |
| 11      | Klay Thompson    | 08.02.1990        | 200     |         |          | Golden State Warriors |
| 13      | Paul George      | 07.08.1989        | 201     |         |          | Indiana Pacers        |
|         |                  | Forwards (SF, PF) |         |         |          |                       |
| 4       | Jimmy Butler     | 14.09.1989        | 201     |         |          | Chicago Bulls         |
| 5       | Kevin Durant     | 29.09.1988        | 205     |         |          | Golden State Warriors |
| 8       | Harrison Barnes  | 30.05.1992        | 203     |         |          | Dallas Mavericks      |
| 14      | Draymond Green   | 04.03.1990        | 200     |         |          | Golden State Warriors |
| 15      | Carmelo Anthony  | 29.05.1984        | 203     |         |          | New York Knicks       |
|         |                  | Center (C)        |         |         |          |                       |
| 6       | DeAndre Jordan   | 21.07.1988        | 211     |         |          | Los Angeles Clippers  |
| 12      | DeMarcus Cousins | 13.08.1990        | 210     |         |          | Sacramento Kings      |

| Trainer            | Trainer         | Trainer          |
| Nat.               | Name            | Position         |
| ------------------ | --------------- | ---------------- |
| Vereinigte Staaten | Mike Krzyzewski | Cheftrainer      |
| Vereinigte Staaten | Jim Boeheim     | Assistenztrainer |
| Vereinigte Staaten | Tom Thibodeau   | Assistenztrainer |
| Vereinigte Staaten | Monty Williams  | Assistenztrainer |
| Vereinigte Staaten | Jerry Colangelo | Sportdirektor    |

| Legende                | Legende            |
| Abk.                   | Bedeutung          |
| ---------------------- | ------------------ |
| (C)                    | Mannschaftskapitän |
| Quellen                |                    |
| Teamhomepage           |                    |
| Ligahomepage           |                    |
| Stand: 31. August 2016 |                    |

| Legende                | Legende            |
| Abk.                   | Bedeutung          |
| ---------------------- | ------------------ |
| (C)                    | Mannschaftskapitän |
| Quellen                |                    |
| Teamhomepage           |                    |
| Ligahomepage           |                    |
| Stand: 31. August 2016 |                    |

| Medaille | NOK     | Spieler |
| -------- | ------- | --- |
| Silber   | Serbien | Miloš Teodosić, Marko Simonović, Bogdan Bogdanović, Stefan Marković, Nikola Kalinić, Nemanja Nedović, Stefan Birčević, Miroslav Raduljica, Nikola Jokić, Vladimir Štimac, Stefan Jović, Milan Mačvan; Verantwortlicher Trainer: Aleksandar Đorđević |
| Bronze   | Spanien | Pau Gasol, Rudy Fernández, Sergio Rodríguez, Juan Carlos Navarro, José Calderón, Felipe Reyes, Victor Claver, Willy Hernangómez, Álex Abrines, Sergio Llull, Nikola Mirotić, Ricky Rubio; Verantwortlicher Trainer: Sergio Scariolo                 |

### Qualifikation
Automatisch qualifiziert sind die Mannschaft des letztmaligen FIBA-Weltmeisters sowie der Gastgeber Brasilien. Neben der Weltmeisterschaft 2014 für den Turniersieger Vereinigte Staaten dienten weiter die Kontinentalmeisterschaften als Qualifikation. Zudem fanden drei zusätzliche Wettbewerbe im Sommer 2016 statt, bei denen sich drei weitere Teilnehmer qualifizieren konnten. Dies waren ausnahmslos europäische Auswahlmannschaften, darunter die beiden verbliebenen Halbfinalisten der letzten EuroBasket 2015.

#### Turnier Belgrad
Das Turnier wurde vom 4. bis 9. Juli in der Kombank-Arena ausgetragen und begann mit Gruppenspielen in zwei Gruppen mit je drei Auswahlmannschaften. Die Gruppenletzten schieden aus, während überkreuz im K.-o.-System der Turniersieger und Olympiateilnehmer ausgespielt wurde. Im Finale konnte Gastgeber Serbien nach einem Erfolg im Gruppenspiel Puerto Rico ein weiteres Mal bezwingen, nachdem man die Auswahl bereits im ersten Viertel quasi überrollt hatte.
| #  | Auswahl     | Sp | S | N | Diff | Serbien | Puerto Rico | Angola |
| -- | ----------- | -- | - | - | ---- | ------- | ----------- | ------ |
| 1. | Serbien     | 2  | 2 | 0 | 29   |         | 87:81       | 83:60  |
| 2. | Puerto Rico | 2  | 1 | 1 | 4    | 81:87   |             | 91:81  |
| 3. | Angola      | 2  | 0 | 2 | −33  | 60:83   | 81:91       |        |

| #  | Auswahl    | Sp | S | N | Diff | Lettland | Tschechien | Japan |
| -- | ---------- | -- | - | - | ---- | -------- | ---------- | ----- |
| 1. | Lettland   | 2  | 2 | 0 | 52   |          | 71:59      | 88:48 |
| 2. | Tschechien | 2  | 1 | 1 | 4    | 59:71    |            | 87:71 |
| 3. | Japan      | 2  | 0 | 2 | −56  | 48:88    | 71:87      |       |

Halbfinale
| 8. Juli 2016 18:00 Uhr | fiba.com | Lettland 70, Puerto Rico 77                                                        | Lettland 70, Puerto Rico 77 | Lettland 70, Puerto Rico 77 | Kombank Arena |
| 8. Juli 2016 18:00 Uhr | fiba.com | Punkte pro Viertel: 13:17 , 17:16, 20:18, 20:26 Punkte pro Halbzeit: 30:33, 40:44. |                             |                             | Kombank Arena |
| 8. Juli 2016 18:00 Uhr | fiba.com |                                                                                    |                             |                             | Kombank Arena |
| 8. Juli 2016 18:00 Uhr | fiba.com |                                                                                    |                             |                             | Kombank Arena |

| 8. Juli 2016 21:00 Uhr | fiba.com | Serbien 96, Tschechien 72                                                         | Serbien 96, Tschechien 72 | Serbien 96, Tschechien 72 | Kombank Arena |
| 8. Juli 2016 21:00 Uhr | fiba.com | Punkte pro Viertel: 26:17, 19:19, 28:22, 23:14 Punkte pro Halbzeit: 45:36, 51:36. |                           |                           | Kombank Arena |
| 8. Juli 2016 21:00 Uhr | fiba.com |                                                                                   |                           |                           | Kombank Arena |
| 8. Juli 2016 21:00 Uhr | fiba.com |                                                                                   |                           |                           | Kombank Arena |

Finale
| 9. Juli 2016 21:00 Uhr | fiba.com | Serbien 108, Puerto Rico 77                                                       | Serbien 108, Puerto Rico 77 | Serbien 108, Puerto Rico 77 | Kombank Arena |
| 9. Juli 2016 21:00 Uhr | fiba.com | Punkte pro Viertel: 37:11, 23:16, 22:29, 26:21 Punkte pro Halbzeit: 60:27, 48:50. |                             |                             | Kombank Arena |
| 9. Juli 2016 21:00 Uhr | fiba.com |                                                                                   |                             |                             | Kombank Arena |
| 9. Juli 2016 21:00 Uhr | fiba.com |                                                                                   |                             |                             | Kombank Arena |

#### Turnier Turin
Das Turnier wurde vom 4. bis 9. Juli im Pala alpitour ausgetragen und begann mit Gruppenspielen in zwei Gruppen mit je drei Auswahlmannschaften. Die Gruppenletzten schieden aus, während überkreuz im K.-o.-System der Turniersieger und Olympiateilnehmer ausgespielt wurde. Überraschungssieger wurde die kroatische Basketballnationalmannschaft, die im Halbfinale die favorisierten Griechen und im Finale nach Verlängerung Gastgeber Italien bezwang, gegen die man in Gruppenspielen noch verloren hatte.
| #  | Auswahl      | Sp | S | N | Diff | Griechenland | Mexiko | Iran  |
| -- | ------------ | -- | - | - | ---- | ------------ | ------ | ----- |
| 1. | Griechenland | 2  | 2 | 0 | +41  |              | 86:70  | 78:53 |
| 2. | Mexiko       | 2  | 1 | 1 | −11  | 70:86        |        | 75:70 |
| 3. | Iran         | 2  | 0 | 2 | −30  | 53:78        | 70:75  |       |

| #  | Auswahl  | Sp | S | N | Diff | Italien | Kroatien | Tunesien |
| -- | -------- | -- | - | - | ---- | ------- | -------- | -------- |
| 1. | Italien  | 2  | 2 | 0 | +34  |         | 67:60    | 68:41    |
| 2. | Kroatien | 2  | 1 | 1 | +13  | 60:67   |          | 72:52    |
| 3. | Tunesien | 2  | 0 | 2 | −47  | 41:68   | 52:72    |          |

Halbfinale
| 8. Juli 2016 16:30 Uhr | fiba.com | Griechenland 61, Kroatien 66                                                     | Griechenland 61, Kroatien 66 | Griechenland 61, Kroatien 66 | Palasport Olimpico |
| 8. Juli 2016 16:30 Uhr | fiba.com | Punkte pro Viertel: 13:31, 21:13, 15:8, 12:14 Punkte pro Halbzeit: 34:44, 27:22. |                              |                              | Palasport Olimpico |
| 8. Juli 2016 16:30 Uhr | fiba.com |                                                                                  |                              |                              | Palasport Olimpico |
| 8. Juli 2016 16:30 Uhr | fiba.com |                                                                                  |                              |                              | Palasport Olimpico |

| 8. Juli 2016 21:00 Uhr | fiba.com | Italien 79, Mexiko 54                                                             | Italien 79, Mexiko 54 | Italien 79, Mexiko 54 | Palasport Olimpico |
| 8. Juli 2016 21:00 Uhr | fiba.com | Punkte pro Viertel: 19:13, 19:15, 20:13, 21:13 Punkte pro Halbzeit: 38:28, 41:26. |                       |                       | Palasport Olimpico |
| 8. Juli 2016 21:00 Uhr | fiba.com |                                                                                   |                       |                       | Palasport Olimpico |
| 8. Juli 2016 21:00 Uhr | fiba.com |                                                                                   |                       |                       | Palasport Olimpico |

Finale
| 9. Juli 2016 21:00 Uhr | fiba.com | Kroatien 84, Italien 78                                                                                               | Kroatien 84, Italien 78 | Kroatien 84, Italien 78 | Palasport Olimpico |
| 9. Juli 2016 21:00 Uhr | fiba.com | Punkte pro Viertel: 19:12, 20:22, 15:18, 16:18. Overtime/s: 14:8 Punkte pro Halbzeit: 39:34, 31:36.. Overtime/s: 14:8 |                         |                         | Palasport Olimpico |
| 9. Juli 2016 21:00 Uhr | fiba.com | |                         |                         | Palasport Olimpico |
| 9. Juli 2016 21:00 Uhr | fiba.com | |                         |                         | Palasport Olimpico |

#### Turnier Pasay
Das Turnier wurde vom 5. bis 10. Juli in der Mall of Asia-Arena in Pasay City in der Hauptstadtregion „Metro Manila“ ausgetragen. Es begann mit Gruppenspielen in zwei Gruppen mit je drei Auswahlmannschaften. Die Gruppenletzten schieden aus, während überkreuz im K.-o.-System der Turniersieger und Olympiateilnehmer ausgespielt wurde. Der EM-Dritte Frankreich besiegte im Finale den Amerika-Dritten Kanada.
| #  | Auswahl | Sp | S | N | Diff | Kanada | Turkei | Senegal |
| -- | ------- | -- | - | - | ---- | ------ | ------ | ------- |
| 1. | Kanada  | 2  | 2 | 0 | 11   |        | 77:69  | 58:55   |
| 2. | Türkei  | 2  | 1 | 1 | −3   | 69:77  |        | 68:62   |
| 3. | Senegal | 2  | 0 | 2 | −8   | 55:58  | 62:68  |         |

| #  | Auswahl     | Sp | S | N | Diff | Frankreich | Neuseeland | Philippinen |
| -- | ----------- | -- | - | - | ---- | ---------- | ---------- | ----------- |
| 1. | Frankreich  | 2  | 2 | 0 | 16   |            | 66:59      | 93:84       |
| 2. | Neuseeland  | 2  | 1 | 1 | 2    | 59:66      |            | 89:80       |
| 3. | Philippinen | 2  | 0 | 2 | −18  | 84:93      | 80:89      |             |

Halbfinale
| 9. Juli 2016 18:30 Uhr | fiba.com | Kanada 78, Neuseeland 72                                                          | Kanada 78, Neuseeland 72 | Kanada 78, Neuseeland 72 | Mall of Asia |
| 9. Juli 2016 18:30 Uhr | fiba.com | Punkte pro Viertel: 23:25, 19:17, 16:12, 20:18 Punkte pro Halbzeit: 42:42, 36:30. |                          |                          | Mall of Asia |
| 9. Juli 2016 18:30 Uhr | fiba.com |                                                                                   |                          |                          | Mall of Asia |
| 9. Juli 2016 18:30 Uhr | fiba.com |                                                                                   |                          |                          | Mall of Asia |

| 9. Juli 2016 21:00 Uhr | fiba.com | Frankreich 75, Türkei 63                                                          | Frankreich 75, Türkei 63 | Frankreich 75, Türkei 63 | Mall of Asia |
| 9. Juli 2016 21:00 Uhr | fiba.com | Punkte pro Viertel: 18:16, 19:14, 16:13, 22:20 Punkte pro Halbzeit: 37:30, 38:33. |                          |                          | Mall of Asia |
| 9. Juli 2016 21:00 Uhr | fiba.com |                                                                                   |                          |                          | Mall of Asia |
| 9. Juli 2016 21:00 Uhr | fiba.com |                                                                                   |                          |                          | Mall of Asia |

Finale
| 10. Juli 2016 21:00 Uhr | fiba.com | Kanada 74, Frankreich 83                                                         | Kanada 74, Frankreich 83 | Kanada 74, Frankreich 83 | Mall of Asia |
| 10. Juli 2016 21:00 Uhr | fiba.com | Punkte pro Viertel: 25:30, 11:9, 15:17, 23:27 Punkte pro Halbzeit: 36:39, 38:44. |                          |                          | Mall of Asia |
| 10. Juli 2016 21:00 Uhr | fiba.com |                                                                                  |                          |                          | Mall of Asia |
| 10. Juli 2016 21:00 Uhr | fiba.com |                                                                                  |                          |                          | Mall of Asia |

## Damen
Übersicht
| - Brasilien – Gastgeberinnen - Serbien – EuroBasket 2015 - Australien – Oceania 2015 - Senegal – AfroBasket 2015 - Spanien – EuroBasket 2015 - China – AsiaBasket 2015 | - Vereinigte Staaten – WM 2014 - Kanada – Americas 2015 - Japan – AsiaBasket 2015 - Frankreich – EuroBasket 2015 - Türkei – Fünfte EuroBasket 2015 - Belarus – Vierte EuroBasket 2015 |

### Olympisches Turnier
Am 11. März 2016 wurde in den Räumlichkeiten des Weltverbands FIBA in Mies die Auslosung der Gruppen vorgenommen und der Turnierplan vorgestellt. Am Ende des Qualifikationsturniers in Nantes ist eine weitere Auslosung vorgesehen, um die fünf qualifizierten Auswahlteams auf die Qualifikantenplatzhalter der März-Auslosung zu verteilen.

#### Gruppenphase
Gruppe A
| Platz | Team       | Spiele | Siege | Ndlg. | Körbe   | Diff. | Punkte |
| ----- | ---------- | ------ | ----- | ----- | ------- | ----- | ------ |
| 1.    | Australien | 5      | 5     | 0     | 400:345 | +55   | 10     |
| 2.    | Frankreich | 5      | 3     | 2     | 344:343 | +01   | 8      |
| 3.    | Türkei     | 5      | 3     | 2     | 324:325 | −01   | 8      |
| 4.    | Japan      | 5      | 3     | 2     | 386:378 | +08   | 8      |
| 5.    | Belarus    | 5      | 1     | 4     | 347:361 | −14   | 6      |
| 6.    | Brasilien  | 5      | 0     | 5     | 335:384 | −49   | 5      |

| Rd. | Datum      | Ortszeit | Begegnung  | Begegnung  | Q1    | Q2    | Q3    | Q4    | Verl. | Erg.   |
| --- | ---------- | -------- | ---------- | ---------- | ----- | ----- | ----- | ----- | ----- | ------ |
| 1   | 6. August  | 12:00    | Türkei     | Frankreich | 16:08 | 03:14 | 16:19 | 04:14 | –     | 39:055 |
| 1   | 6. August  | 17:30    | Brasilien  | Australien | 24:14 | 15:21 | 14:22 | 13:27 | –     | 66:084 |
| 1   | 6. August  | 19:45    | Belarus    | Japan      | 21:26 | 19:15 | 20:19 | 13:17 | –     | 73:077 |
| 2   | 7. August  | 17:30    | Australien | Türkei     | 12:15 | 14:14 | 17:12 | 18:15 | –     | 61:056 |
| 2   | 7. August  | 19:45    | Frankreich | Belarus    | 14:22 | 20:20 | 18:11 | 21:19 | –     | 73:072 |
| 2   | 8. August  | 17:30    | Japan      | Brasilien  | 19:20 | 28:13 | 26:19 | 09:14 | –     | 82:066 |
| 3   | 9. August  | 12:15    | Australien | Frankreich | 21:19 | 25:10 | 23:21 | 20:21 | –     | 89:071 |
| 3   | 9. August  | 15:30    | Brasilien  | Belarus    | 28:16 | 12:19 | 10:15 | 13:15 | –     | 63:065 |
| 3   | 9. August  | 17:45    | Türkei     | Japan      | 24:09 | 14:14 | 19:16 | 19:23 | –     | 76:062 |
| 4   | 11. August | 12:15    | Belarus    | Türkei     | 19:13 | 14:20 | 21:24 | 17:17 | –     | 71:074 |
| 4   | 11. August | 15:30    | Frankreich | Brasilien  | 20:20 | 15:09 | 22:19 | 17:06 | –     | 74:064 |
| 4   | 11. August | 17:45    | Japan      | Australien | 24:23 | 26:25 | 21:11 | 15:33 | –     | 86:092 |
| 5   | 13. August | 12:15    | Australien | Belarus    | 22:25 | 14:14 | 16:20 | 22:07 | –     | 74:066 |
| 5   | 13. August | 15:30    | Türkei     | Brasilien  | 08:15 | 12:21 | 21:11 | 19:13 | 19:16 | 79:076 |
| 5   | 13. August | 17:45    | Japan      | Frankreich | 17:19 | 23:13 | 23:22 | 16:17 | –     | 79:071 |

Gruppe B
| Platz | Team               | Spiele | Siege | Ndlg. | Körbe   | Diff. | Punkte |
| ----- | ------------------ | ------ | ----- | ----- | ------- | ----- | ------ |
| 1.    | Vereinigte Staaten | 5      | 5     | 0     | 520:316 | +204  | 10     |
| 2.    | Spanien            | 5      | 4     | 1     | 387:333 | +028  | 9      |
| 3.    | Kanada             | 5      | 3     | 2     | 340:347 | −007  | 8      |
| 4.    | Serbien            | 5      | 2     | 3     | 385:406 | −021  | 7      |
| 5.    | VR China           | 5      | 1     | 4     | 371:431 | −060  | 6      |
| 6.    | Senegal            | 5      | 0     | 5     | 309:482 | −173  | 5      |

| Rd. | Datum      | Ortszeit | Begegnung          | Begegnung          | Q1    | Q2    | Q3    | Q4    | Verl. | Erg.     |
| --- | ---------- | -------- | ------------------ | ------------------ | ----- | ----- | ----- | ----- | ----- | -------- |
| 1   | 6. August  | 14:15    | VR China           | Kanada             | 09:19 | 17:18 | 20:23 | 22:30 | –     | 068:090  |
| 1   | 7. August  | 12:00    | Vereinigte Staaten | Senegal            | 35:09 | 29:12 | 30:17 | 27:18 | –     | 121:056  |
| 1   | 7. August  | 14:15    | Serbien            | Spanien            | 18:19 | 13:12 | 13:15 | 15:19 | –     | 059:065  |
| 2   | 8. August  | 12:00    | Spanien            | Vereinigte Staaten | 14:29 | 23:25 | 14:20 | 12:29 | –     | 063:0103 |
| 2   | 8. August  | 14:15    | Kanada             | Serbien            | 21:21 | 11:19 | 13:17 | 26:10 | –     | 071:067  |
| 2   | 8. August  | 19:45    | Senegal            | VR China           | 21:26 | 17:21 | 15:26 | 11:28 | –     | 064:0101 |
| 3   | 10. August | 12:15    | VR China           | Spanien            | 18:14 | 20:27 | 21:23 | 09:25 | –     | 068:089  |
| 3   | 10. August | 15:30    | Vereinigte Staaten | Serbien            | 31:21 | 25:13 | 28:27 | 26:23 | –     | 110:084  |
| 3   | 10. August | 17:45    | Senegal            | Kanada             | 10:17 | 14:16 | 17:22 | 17:13 | –     | 058:068  |
| 4   | 12. August | 12:15    | Serbien            | VR China           | 24:14 | 16:20 | 26:09 | 14:29 | –     | 080:072  |
| 4   | 12. August | 15:30    | Kanada             | Vereinigte Staaten | 16:18 | 06:18 | 14:24 | 15:21 | –     | 051:081  |
| 4   | 12. August | 17:45    | Spanien            | Senegal            | 26:11 | 20:08 | 25:13 | 26:11 | –     | 097:043  |
| 5   | 14. August | 12:15    | VR China           | Vereinigte Staaten | 09:32 | 17:28 | 14:18 | 22:27 | –     | 062:0105 |
| 5   | 14. August | 15:30    | Senegal            | Serbien            | 15:27 | 28:28 | 23:21 | 22:19 | –     | 088:095  |
| 5   | 14. August | 17:45    | Spanien            | Kanada             | 17:16 | 16:13 | 16:18 | 24:13 | –     | 073:060  |

#### Finalrunde
|  | Viertelfinale      | Viertelfinale      |                    |            | Halbfinale       | Halbfinale |  |  | Finale     | Finale     |
|  |                    |                    |                    |            |                  |            |  |  |            |            |
|  | 16. August         |                    |                    |            |                  |            |  |  |            |            |
|  | Frankreich         | 68                 |                    |            |                  |            |  |  |            |            |
|  | Frankreich         | 68                 | 18. August         |            |                  |            |  |  |            |            |
|  | Kanada             | 63                 |                    |            |                  |            |  |  |            |            |
|  | Kanada             | 63                 | Frankreich         | 67         |                  |            |  |  |            |            |
|  |                    |                    | Frankreich         | 67         |                  |            |  |  |            |            |
|  |                    | Vereinigte Staaten | 86                 |            |                  |            |  |  |            |            |
|  | Vereinigte Staaten | Vereinigte Staaten | 86                 | 110        |                  |            |  |  |            |            |
|  | Vereinigte Staaten |                    |                    | 110        |                  |            |  |  |            |            |
|  | Japan              | 64                 |                    | 20. August | 20. August       |            |  |  |            |            |
|  | 16. August         | 16. August         | Vereinigte Staaten | 101        |                  |            |  |  |            |            |
|  | 16. August         | 16. August         |                    | Spanien    | 72               |            |  |  |            |            |
|  | Spanien            | 64                 |                    |            |                  |            |  |  |            |            |
|  | Türkei             | 62                 |                    |            |                  |            |  |  |            |            |
|  | Türkei             | 62                 | Spanien            | 68         |                  |            |  |  |            |            |
|  |                    |                    | Spanien            | 68         | Spiel um Platz 3 |            |  |  |            |            |
|  |                    | Serbien            | 54                 |            |                  |            |  |  |            |            |
|  | Australien         | Serbien            | 54                 | 71         | Frankreich       | 63         |  |  |            |            |
|  | Australien         | 18. August         |                    | 71         | Frankreich       | 63         |  |  |            |            |
|  | Serbien            | 73                 |                    | Serbien    | 70               |            |  |  |            |            |
|  | Serbien            | 73                 |                    |            | 70               |            |  |  |            |            |
|  | 16. August         | 16. August         |                    |            |                  |            |  |  | 20. August | 20. August |

Viertelfinale
| 16. August 2016 11:00 | fiba.com | Australien 71, Serbien 73                                                         | Australien 71, Serbien 73 | Australien 71, Serbien 73 | Carioca Arena |
| 16. August 2016 11:00 | fiba.com | Punkte pro Viertel: 20:20, 17:15, 15:16, 19:22 Punkte pro Halbzeit: 37:35, 34:38. |                           |                           | Carioca Arena |
| 16. August 2016 11:00 | fiba.com |                                                                                   |                           |                           | Carioca Arena |
| 16. August 2016 11:00 | fiba.com |                                                                                   |                           |                           | Carioca Arena |

| 16. August 2016 14:30 | fiba.com | Spanien 64, Türkei 62                                                            | Spanien 64, Türkei 62 | Spanien 64, Türkei 62 | Carioca Arena |
| 16. August 2016 14:30 | fiba.com | Punkte pro Viertel: 12:17, 17:8, 13:22, 22:15 Punkte pro Halbzeit: 29:25, 35:37. |                       |                       | Carioca Arena |
| 16. August 2016 14:30 | fiba.com |                                                                                  |                       |                       | Carioca Arena |
| 16. August 2016 14:30 | fiba.com |                                                                                  |                       |                       | Carioca Arena |

| 16. August 2016 18:45 | fiba.com | Vereinigte Staaten 110, Japan 64                                                 | Vereinigte Staaten 110, Japan 64 | Vereinigte Staaten 110, Japan 64 | Carioca Arena |
| 16. August 2016 18:45 | fiba.com | Punkte pro Viertel: 30:23, 26:23, 25:13, 29:5 Punkte pro Halbzeit: 56:46, 54:18. |                                  |                                  | Carioca Arena |
| 16. August 2016 18:45 | fiba.com |                                                                                  |                                  |                                  | Carioca Arena |
| 16. August 2016 18:45 | fiba.com |                                                                                  |                                  |                                  | Carioca Arena |

| 16. August 2016 22:15 | fiba.com | Frankreich 68, Kanada 63                                                          | Frankreich 68, Kanada 63 | Frankreich 68, Kanada 63 | Carioca Arena |
| 16. August 2016 22:15 | fiba.com | Punkte pro Viertel: 16:25, 16:12, 18:13, 18:13 Punkte pro Halbzeit: 32:37, 36:26. |                          |                          | Carioca Arena |
| 16. August 2016 22:15 | fiba.com |                                                                                   |                          |                          | Carioca Arena |
| 16. August 2016 22:15 | fiba.com |                                                                                   |                          |                          | Carioca Arena |

Halbfinale
| 18. August 2016 15:00 | fiba.com | Vereinigte Staaten 86, Frankreich 67                                             | Vereinigte Staaten 86, Frankreich 67 | Vereinigte Staaten 86, Frankreich 67 | Carioca Arena |
| 18. August 2016 15:00 | fiba.com | Punkte pro Viertel: 19:15, 21:21, 25:8, 21:23 Punkte pro Halbzeit: 40:36, 46:31. |                                      |                                      | Carioca Arena |
| 18. August 2016 15:00 | fiba.com |                                                                                  |                                      |                                      | Carioca Arena |
| 18. August 2016 15:00 | fiba.com |                                                                                  |                                      |                                      | Carioca Arena |

| 18. August 2016 19:00 | fiba.com | Spanien 68, Serbien 54                                                           | Spanien 68, Serbien 54 | Spanien 68, Serbien 54 | Carioca Arena |
| 18. August 2016 19:00 | fiba.com | Punkte pro Viertel: 20:9, 13:19, 20:10, 15:16 Punkte pro Halbzeit: 33:28, 35:26. |                        |                        | Carioca Arena |
| 18. August 2016 19:00 | fiba.com |                                                                                  |                        |                        | Carioca Arena |
| 18. August 2016 19:00 | fiba.com |                                                                                  |                        |                        | Carioca Arena |

Spiel um Platz 3
| 20. August 2016 11:30 | fiba.com | Frankreich 63, Serbien 70                                                        | Frankreich 63, Serbien 70 | Frankreich 63, Serbien 70 | Carioca Arena |
| 20. August 2016 11:30 | fiba.com | Punkte pro Viertel: 10:18, 17:9, 15:28, 21:15 Punkte pro Halbzeit: 27:27, 36:43. |                           |                           | Carioca Arena |
| 20. August 2016 11:30 | fiba.com |                                                                                  |                           |                           | Carioca Arena |
| 20. August 2016 11:30 | fiba.com |                                                                                  |                           |                           | Carioca Arena |

Finale
| 20. August 2016 15:30 | fiba.com | Vereinigte Staaten 101, Spanien 72                                                 | Vereinigte Staaten 101, Spanien 72 | Vereinigte Staaten 101, Spanien 72 | Carioca Arena |
| 20. August 2016 15:30 | fiba.com | Punkte pro Viertel: 21:17, 28:15, 32 :17, 20:23 Punkte pro Halbzeit: 49:32, 52:40. |                                    |                                    | Carioca Arena |
| 20. August 2016 15:30 | fiba.com |                                                                                    |                                    |                                    | Carioca Arena |
| 20. August 2016 15:30 | fiba.com |                                                                                    |                                    |                                    | Carioca Arena |

### Medaillengewinnerinnen
Olympiasiegerinnen
| Spieler | Spieler           | Spieler           | Spieler | Spieler | Spieler  | Spieler          |
| Nr.     | Name              | Geburt            | Größe   | Info    | Einsätze | Verein           |
| ------- | ----------------- | ----------------- | ------- | ------- | -------- | ---------------- |
|         |                   | Guards (PG, SG)   |         |         |          |                  |
| 4       | Lindsay Whalen    | 09.05.1982        | 175     |         |          | Minnesota Lynx   |
| 6       | Sue Bird          | 16.10.1980        | 175     |         |          | Seattle Storm    |
| 8       | Angel McCoughtry  | 10.09.1986        | 185     |         |          | Atlanta Dream    |
| 12      | Diana Taurasi     | 11.06.1982        | 182     |         |          | Phoenix Mercury  |
|         |                   | Forwards (SF, PF) |         |         |          |                  |
| 5       | Seimone Augustus  | 30.04.1984        | 183     |         |          | Minnesota Lynx   |
| 7       | Maya Moore        | 11.06.1989        | 183     |         |          | Minnesota Lynx   |
| 9       | Breanna Stewart   | 27.08.1994        | 193     |         |          | Seattle Storm    |
| 10      | Tamika Catchings  | 21.07.1979        | 185     |         |          | Indiana Fever    |
| 11      | Elena Delle Donne | 05.09.1989        | 195     |         |          | Chicago Sky      |
|         |                   | Center (C)        |         |         |          |                  |
| 13      | Sylvia Fowles     | 06.10.1985        | 198     |         |          | Minnesota Lynx   |
| 14      | Tina Charles      | 05.12.1988        | 193     |         |          | New York Liberty |
| 15      | Brittney Griner   | 18.10.1990        | 203     |         |          | Phoenix Mercury  |

| Trainer            | Trainer       | Trainer          |
| Nat.               | Name          | Position         |
| ------------------ | ------------- | ---------------- |
| Vereinigte Staaten | Geno Auriemma | Cheftrainer      |
| Vereinigte Staaten | Cheryl Reeve  | Trainerassistent |
| Vereinigte Staaten | Dawn Staley   | Trainerassistent |

| Legende                | Legende            |
| Abk.                   | Bedeutung          |
| ---------------------- | ------------------ |
| (C)                    | Mannschaftskapitän |
| Quellen                |                    |
| Teamhomepage           |                    |
| Ligahomepage           |                    |
| Stand: 31. August 2016 |                    |

| Legende                | Legende            |
| Abk.                   | Bedeutung          |
| ---------------------- | ------------------ |
| (C)                    | Mannschaftskapitän |
| Quellen                |                    |
| Teamhomepage           |                    |
| Ligahomepage           |                    |
| Stand: 31. August 2016 |                    |

| Medaille | NOK     | Spielerinnen |
| -------- | ------- | --- |
| Silber   | Spanien | Leticia Romero, Laura Nicholls, Silvia Domínguez, Alba Torrens, Laia Palau, Marta Xargay, Leonor Rodríguez, Lucila Pascua, Anna Cruz, Laura Quevedo, Laura Gil, Astou Ndour; Verantwortlicher Trainer: Lucas Mondelo                             |
| Bronze   | Serbien | Tamara Radočaj, Sonja Petrović, Saša Čađo, Sara Krnjić, Nevena Jovanović, Jelena Milovanović, Dajana Butulija, Aleksandra Crvendakić, Dragana Stanković, Milica Dabović, Ana Dabović, Danielle Page; Verantwortliche Trainerin: Marina Maljković |

### Qualifikation
Automatisch qualifiziert sind die letztmaligen FIBA-Weltmeisterinnen sowie die Gastgeberinnen aus Brasilien. Neben der Weltmeisterschaft 2014 für die Turniersiegerinnen aus den Vereinigten Staaten konnten sich die Turniersiegerinnen der Kontinentalmeisterschaften qualifizieren. Zudem fand ein zusätzliches Qualifikationsturnier im Sommer 2016 statt, bei dem aus einem Teilnehmerfeld von zwölf Auswahlteams sich fünf weitere qualifizierte Auswahlen qualifizieren konnten.
Turnier Nantes
Das Turnier wurde vom 13. bis 19. Juni in der Halle La Trocardière, die für solche Veranstaltungen gut 4.300 Zuschauer fasst, in Rezé bei Nantes ausgetragen und begann mit Gruppenspielen in vier Gruppen mit je drei Auswahlmannschaften. Die Gruppenletzten schieden aus, während überkreuz im K.-o.-System die Viertelfinal-Siegerinnen sowie ein fünfter Platz ausgespielt wurden, die sich allesamt für das olympische Turnier qualifizierten. Neben den Vizeasienmeisterinnen China konnten sich dabei die europäischen Auswahlteams durchsetzen.
| #  | Auswahl    | Sp | S | N | Diff | Frankreich | Kuba  | Neuseeland |
| -- | ---------- | -- | - | - | ---- | ---------- | ----- | ---------- |
| 1. | Frankreich | 2  | 2 | 0 | +34  |            |       | 70:52      |
| 2. | Kuba       | 2  | 1 | 1 | −14  | 67:83      |       |            |
| 3. | Neuseeland | 2  | 0 | 2 | −20  |            | 62:64 |            |

| #  | Auswahl     | Sp | S | N | Diff | Turkei | Argentinien | Kamerun |
| -- | ----------- | -- | - | - | ---- | ------ | ----------- | ------- |
| 1. | Türkei      | 2  | 2 | 0 | +54  |        |             | 72:46   |
| 2. | Argentinien | 1  | 1 | 1 | −17  | 38:66  |             |         |
| 3. | Kamerun     | 2  | 0 | 2 | −37  |        | 64:75       |         |

| #  | Auswahl  | Sp | S | N | Diff | Belarus | Korea Sud | Nigeria |
| -- | -------- | -- | - | - | ---- | ------- | --------- | ------- |
| 1. | Belarus  | 2  | 1 | 1 | +10  |         |           | 71:60   |
| 2. | Südkorea | 2  | 1 | 1 | ±0   | 66:65   |           |         |
| 3. | Nigeria  | 2  | 1 | 1 | −10  |         | 70:69     |         |

| #  | Auswahl   | Sp | S | N | Diff | Spanien | China Volksrepublik | Venezuela |
| -- | --------- | -- | - | - | ---- | ------- | ------------------- | --------- |
| 1. | Spanien   | 2  | 2 | 0 | +62  |         |                     | 83:55     |
| 2. | VR China  | 2  | 1 | 1 | −16  | 43:77   |                     |           |
| 3. | Venezuela | 2  | 0 | 2 | −46  |         | 59:77               |           |

Viertelfinale
| 17. Juni 2016 12:30 | fiba.com | Spanien 70, Südkorea 50                                                           | Spanien 70, Südkorea 50 | Spanien 70, Südkorea 50 | La Trocardière |
| 17. Juni 2016 12:30 | fiba.com | Punkte pro Viertel: 19:11, 17:14, 15:12, 19:13 Punkte pro Halbzeit: 36:25, 34:25. |                         |                         | La Trocardière |
| 17. Juni 2016 12:30 | fiba.com |                                                                                   |                         |                         | La Trocardière |
| 17. Juni 2016 12:30 | fiba.com |                                                                                   |                         |                         | La Trocardière |

| 17. Juni 2016 15:00 | fiba.com | Türkei 71, Kuba 45                                                               | Türkei 71, Kuba 45 | Türkei 71, Kuba 45 | La Trocardière |
| 17. Juni 2016 15:00 | fiba.com | Punkte pro Viertel: 16:12, 26:12, 14:16, 15:5 Punkte pro Halbzeit: 42:24, 29:21. |                    |                    | La Trocardière |
| 17. Juni 2016 15:00 | fiba.com |                                                                                  |                    |                    | La Trocardière |
| 17. Juni 2016 15:00 | fiba.com |                                                                                  |                    |                    | La Trocardière |

| 17. Juni 2016 18:00 | fiba.com | Belarus 70, China 84                                                              | Belarus 70, China 84 | Belarus 70, China 84 | La Trocardière |
| 17. Juni 2016 18:00 | fiba.com | Punkte pro Viertel: 16:14, 12:18, 14:29, 28:23 Punkte pro Halbzeit: 28:32, 42:52. |                      |                      | La Trocardière |
| 17. Juni 2016 18:00 | fiba.com |                                                                                   |                      |                      | La Trocardière |
| 17. Juni 2016 18:00 | fiba.com |                                                                                   |                      |                      | La Trocardière |

| 17. Juni 2016 20:30 | fiba.com | Frankreich 90, Argentinien 53                                                     | Frankreich 90, Argentinien 53 | Frankreich 90, Argentinien 53 | La Trocardière |
| 17. Juni 2016 20:30 | fiba.com | Punkte pro Viertel: 18:15, 28:11, 19:11, 25:16 Punkte pro Halbzeit: 46:26, 44:27. |                               |                               | La Trocardière |
| 17. Juni 2016 20:30 | fiba.com |                                                                                   |                               |                               | La Trocardière |
| 17. Juni 2016 20:30 | fiba.com |                                                                                   |                               |                               | La Trocardière |

Halbfinale um die Plätze fünf bis acht
| 18. Juni 2016 18:00 | fiba.com | Kuba 62, Südkorea 81                                                              | Kuba 62, Südkorea 81 | Kuba 62, Südkorea 81 | La Trocardière |
| 18. Juni 2016 18:00 | fiba.com | Punkte pro Viertel: 20:21, 15:25, 16:15, 11:20 Punkte pro Halbzeit: 35:46, 27:35. |                      |                      | La Trocardière |
| 18. Juni 2016 18:00 | fiba.com |                                                                                   |                      |                      | La Trocardière |
| 18. Juni 2016 18:00 | fiba.com |                                                                                   |                      |                      | La Trocardière |

| 18. Juni 2016 20:30 | fiba.com | Argentinien 44, Belarus 84                                                       | Argentinien 44, Belarus 84 | Argentinien 44, Belarus 84 | La Trocardière |
| 18. Juni 2016 20:30 | fiba.com | Punkte pro Viertel: 3:20, 13:26, 12:21, 16:17 Punkte pro Halbzeit: 16:46, 28:38. |                            |                            | La Trocardière |
| 18. Juni 2016 20:30 | fiba.com |                                                                                  |                            |                            | La Trocardière |
| 18. Juni 2016 20:30 | fiba.com |                                                                                  |                            |                            | La Trocardière |

Finale um den fünften Platz
| 19. Juni 2016 15:00 | fiba.com | Belarus 56, Südkorea 39                                                         | Belarus 56, Südkorea 39 | Belarus 56, Südkorea 39 | La Trocardière |
| 19. Juni 2016 15:00 | fiba.com | Punkte pro Viertel: 12:8, 15:8, 12:12, 17:11 Punkte pro Halbzeit: 27:16, 29:23. |                         |                         | La Trocardière |
| 19. Juni 2016 15:00 | fiba.com |                                                                                 |                         |                         | La Trocardière |
| 19. Juni 2016 15:00 | fiba.com |                                                                                 |                         |                         | La Trocardière |